# フッ化亜鉛
フッ化亜鉛（フッかあえん、英　Zinc fluoride）は亜鉛のフッ化物で、化学式ZnF2で表される。無水物と四水和物とがある。

## 性質
不燃性であるが、加熱により刺激性・腐食性のフュームを生じる。眼や呼吸器に対する刺激性があり、長期間反復して摂取することにより骨を侵す。